# 三重県道・和歌山県道52号御浜北山線
三重県道・和歌山県道52号御浜北山線（みえけんどう・わかやまけんどう52ごう みはまきたやません）は、三重県南牟婁郡御浜町から和歌山県東牟婁郡北山村に至る主要地方道（三重県道・和歌山県道）である。

## 概要

### 路線データ
- 総延長：23.528km　（三重県：23.464km　和歌山県：0.064km）
- 起点：三重県南牟婁郡御浜町（神志山交差点、国道42号交点）
- 終点：和歌山県東牟婁郡北山村（国道169号交点）

## 歴史
- 1993年（平成5年）5月11日 - 建設省（現・国土交通省）から、一般県道大沼御浜線が御浜北山線として主要地方道に指定される[1]。
- 1994年（平成6年）4月1日 - 三重県と和歌山県が一般県道大沼御浜線（整理番号742）を廃止し主要地方道御浜北山線（整理番号52）を認定。

## 路線状況

### 重複区間
- 三重県道40号熊野矢ノ川線（熊野市育生町長井 - 熊野市育生町大井）

## 地理

### 通過する自治体
- 三重県
  - 南牟婁郡御浜町
  - 熊野市
  - 南牟婁郡御浜町
  - 熊野市
- 和歌山県
  - 東牟婁郡北山村

### 交差する道路
- 国道42号（三重県南牟婁郡御浜町志原、起点）
- 三重県道141号鵜殿熊野線（三重県南牟婁郡御浜町志原）
- 国道311号（三重県熊野市金山町）
- 三重県道40号熊野矢ノ川線（三重県熊野市育生町長井）
- 三重県道40号熊野矢ノ川線（三重県熊野市育生町大井）
- 国道169号（和歌山県東牟婁郡北山村大沼、終点）